# Rusa II
Rusa II va ser rei d'Urartu de potser l'any 680 aC al 675 aC.
Va fer front a noves incursions dels gimirri (cimmeris) i s'hi va aliar per girar-los contra Assíria. Un dels caps dels gimirri, Tiushpa, va atacar la Cilícia, possessió dels assiris, però va ser rebutjat pel rei assiri Assarhaddon a Kubutxna. Després d'això els gimirri van destruir el regne frigi (Mushkhi o Muskhi) del rei Mides IV (Mita) el 675 aC. Aquestos muskhis van envair després Urartu.
La successió de Rusa II és confusa. Sembla que el va succeir Erimena, potser fill seu, que va tenir un breu regnat, seguit per Rusa III, fill d'Erimena.